# Cristianismo Muscular

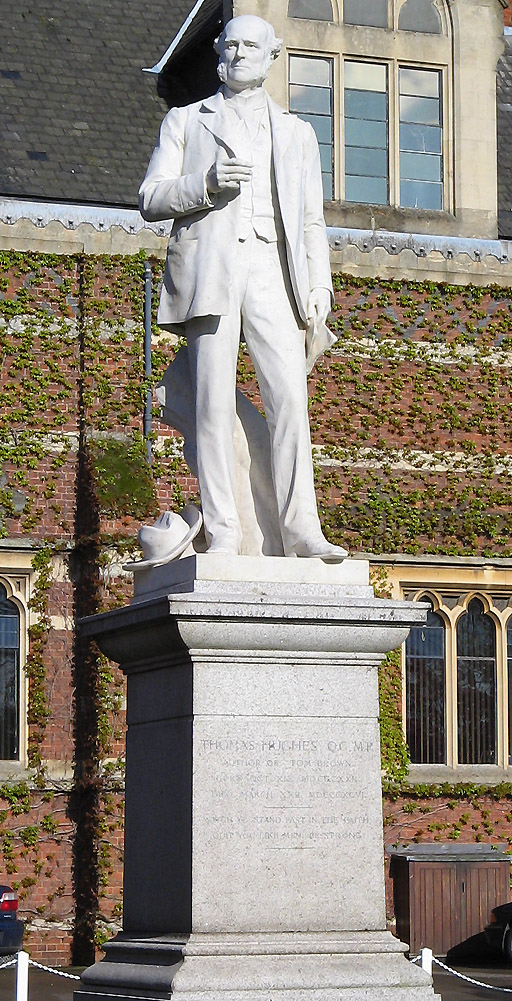
Estátua de Thomas Hughes na Rugby School. O romance de Hughes de 1857, Tom Brown's School Days, fez muito para promover o cristianismo muscular em todo o mundo de língua inglesa.

O Cristianismo Muscular é um movimento religioso que originou-se na Inglaterra em meados do século XIX, caracterizado pela crença no dever patriótico, na disciplina, no autossacrifício, na masculinidade e na beleza moral e física do atletismo.
O movimento entrou em voga durante a era vitoriana como um método de construção de caráter em alunos de escolas públicas inglesas. É mais frequentemente associado ao autor inglês Thomas Hughes e o seu romance de 1857 Tom Brown's School Days, bem como aos escritores Charles Kingsley e Ralph Connor. O presidente americano Theodore Roosevelt foi criado numa família que praticava o cristianismo muscular e foi um adepto proeminente do movimento. Roosevelt, Kingsley e Hughes promoveram a força física e a saúde, bem como uma busca ativa de ideais cristãos na vida pessoal e na política. O cristianismo muscular continuou por meio de organizações que combinam o desenvolvimento físico e espiritual cristão. É influente tanto no catolicismo como no protestantismo.

## Origens e antecedentes

Um mural num YMCA enfatizando a piedade e a saúde física.

Até ao Iluminismo, a estética do corpo no Cristianismo preocupava-se principalmente com o sofrimento sagrado. O ascetismo e a negação das necessidades e da beleza corporal interessavam tanto aos leigos como ao clero na Antiguidade e no período medieval. Um princípio fundamental do ascetismo é acreditar que a carne é uma distração da divindade. Seitas como o catarismo acreditavam que a carne estava totalmente corrompida.
O movimento do Cristianismo Muscular nunca foi organizado oficialmente. Em vez disso, foi uma tendência cultural que se manifestou de diferentes maneiras e foi apoiada por várias figuras e igrejas. O cristianismo musculoso pode ser rastreado até o apóstolo Paulo, que usou metáforas atléticas para descrever os desafios da vida cristã. No entanto, a defesa explícita do desporto e do exercício no cristianismo só apareceu em 1762, quando o Emílio de Rousseau descreveu a educação física como importante para a formação do carácter moral.

## Definições e etimologia
O termo Cristianismo Muscular tornou-se bem conhecido numa revisão do advogado T.C. Sandars do romance de Kingsley, Two Years Ago, na edição de 21 de fevereiro de 1857 da Saturday Review . O termo apareceu um pouco antes. Kingsley escreveu uma resposta a esta revisão na qual chamou o termo de "doloroso, se não ofensivo", mas mais tarde usou-o favoravelmente em algumas ocasiões.
Além das crenças declaradas acima, o Cristianismo Muscular pregava o valor espiritual dos desportos, especialmente os desportos coletivos. Como disse Kingsley, “os jogos conduzem não apenas à saúde física, mas também à saúde moral”. Um artigo sobre um britânico popular do século XIX resumiu assim: "John MacGregor é talvez o melhor exemplar do Cristianismo Muscular que esta ou qualquer outra era produziu. Três homens pareciam ter lutado dentro do seu peito - o cristão devoto, o filantropo fervoroso, o atleta entusiasmado."
Apesar de ter conquistado algum apoio, o conceito ainda era controverso. Por exemplo, um crítico mencionou "o ridículo que os homens 'sérios' e 'musculosos' fazem o melhor que podem para trazer a tudo o que é másculo", embora ele ainda preferisse "'  seriedade' e 'cristianismo musculoso'"  à sobriedade do século XVIII. Por outro lado, um clérigo da Universidade de Cambridge chicoteou outro clérigo depois de ouvir que ele tinha feito a oração de graça sem mencionar Jesus porque um judeu estava presente. Um comentador disse: "Tudo isto vem, tememos, do Cristianismo Muscular."

## Thomas Hughes
O contemporâneo de Kingsley, Thomas Hughes, é creditado por ajudar a estabelecer os principais princípios do Cristianismo Muscular em Tom Brown at Oxford, que eram masculinidade física, cavalheirismo e masculinidade de caráter. Em Tom Brown at Oxford, Hughes afirmou que "os Cristãos Musculosos mantêm a antiga crença cavalheiresca e cristã, de que o corpo de um homem é lhe dado para ser treinado e submetido, e então usado para a proteção dos fracos, o avanço de todas as causas justas e a subjugação da terra que Deus deu aos filhos dos homens." A noção de proteger os fracos estava relacionada com as preocupações inglesas contemporâneas sobre a situação dos pobres e a responsabilidade cristã para com o próximo.
Richard Andrew Meyer, professor da Universidade Baylor, explica as seis definições de Cristianismo Muscular de Thomas Hughes por meio de seis critérios. Meyer escreveu uma dissertação sobre a noção de Cristianismo Muscular de Thomas Hughes analisando a carreira de Lance Armstrong. Os critérios são "1) o corpo de um homem é dado a ele (por Deus); 2) e para ser treinado; 3) e trazido à submissão; 4) e então usado para a proteção dos fracos; 5) para o avanço de todas as causas justas; 6) e para a subjugação da terra que Deus deu aos filhos dos homens."

## Inglaterra
A ideia do Cristianismo Muscular começou na Inglaterra no meio da industrialização e urbanização. Tal como os seus homólogos americanos, os cristãos em Inglaterra estavam preocupados com a diminuição da masculinidade entre os seus seguidores, como resultado das influências puritanas, incluindo virtudes passivas como o amor e a ternura, fazendo com que o cristianismo muscular se tornasse uma tendência cultural. Ela não foi iniciada por nenhuma pessoa específica, mas sim apoiada por igrejas e muitas figuras cristãs individuais, que então a espalharam para outras congregações. Naquela época, acreditava-se que o treinamento físico desenvolvia a resistência necessária para prestar serviço aos outros e que a força física levava à força moral e ao bom caráter. Os cristãos sentiam cada vez mais que o atletismo poderia ser uma boa maneira de gastar energia, em vez de encontrar uma saída menos moral. Os desportos também ajudaram a recrutar novos membros para a igreja. As igrejas começaram a formar as suas próprias equipas desportivas e construíram instalações para elas dentro ou ao redor das próprias igrejas. Foi assim que a YMCA (Young Men's Christian Association) começou em 1844 em Londres, embora ainda não tivesse instalações desportivas até 1869 com a criação da YMCA da cidade de Nova Iorque.
Em 1901, o cristianismo muscular era tão influente na Inglaterra que um autor pôde elogiar "o inglês que atravessava o mundo com uma espingarda numa mão e a Bíblia na outra" e acrescentar: "se nos perguntarem o que nosso cristianismo muscular fez, apontamos para o Império Britânico". O cristianismo muscular espalhou-se para outros países no século XIX. Estava bem enraizado na sociedade australiana em 1860, embora nem sempre com muito reconhecimento do elemento religioso.

## Estados Unidos
Nos Estados Unidos, apareceu primeiro em escolas particulares e depois na YMCA e na pregação de evangelistas como Dwight L. Moody. O académico Iren Annus relacionou o crescimento do cristianismo muscular nos Estados Unidos a mudanças sociais mais amplas que estavam a ocorrer em todo o país, incluindo a emancipação das mulheres e o influxo de imigrantes que trabalhavam em empregos de colarinho azul, enquanto que os homens protestantes anglo-saxões brancos se tornavam cada vez mais de colarinho branco. Estes fatores contribuíram para o aumento da ansiedade sobre a masculinidade entre os homens brancos nos Estados Unidos.
O estudioso da Universidade Baylor, Paul Putz, resume o propósito do Cristianismo Muscular como um modo de santificar os desportos, postulando que o Cristianismo Muscular "sancionou a atividade física dos desportos, dando-lhe valor moral e religioso. Os cristãos musculosos disseram que os desportos não eram inerentemente pecaminosos, nem eram simplesmente entretenimento e recreação; em vez disso, os desportos poderiam ser uma maneira de desenvolver e aumentar o caráter cristão. Você pode se tornar um cristão melhor por meio da participação no desporto." Um dos primeiros pioneiros do Cristianismo Muscular nos EUA foi Amos Alonzo Stagg, um treinador de futebol americano formado em Yale, que na década de 1880 procurou promover "ideais cristãos" ancorados em valores da classe média dos EUA, como "cooperação, crença em Deus, iniciativa, autodisciplina, lealdade, respeito pela autoridade, coragem, honestidade."
Ao mesmo tempo, teve um impacto significativo no evangelicalismo nos Estados Unidos e foi promovido por organizações como a Fellowship of Christian Athletes, Athletes in Action e Promise Keepers. Theodore Roosevelt foi um dos mais proeminentes adeptos do Cristianismo Muscular nos Estados Unidos. Roosevelt acreditava que "há apenas uma esfera muito circunscrita de utilidade para o homem bom e tímido", um sentimento ecoado por muitos na época. Os seguidores do Cristianismo Muscular acabaram por descobrir que a única solução para isto era ligar a fé à fisicalidade do corpo.
Um exemplo às vezes dado do cristianismo muscular dos EUA foi o Men and Religion Forward Movement, organizado por Fred Smith, um líder da YMCA, em 1910. O movimento continha uma mistura de sensibilidades evangélicas vigorosas, revivalistas e sociais, com trabalho direcionado à evangelização, estudo bíblico, trabalho com meninos, missão e serviço social. A organização organizou grandes campanhas e avivamentos nos EUA. Cerca de 1,5 milhões de homens participaram de 7.000 eventos.
A popularidade do cristianismo muscular declinou notavelmente após a Primeira Guerra Mundial, quando os horrores da guerra causaram desilusão com o cristianismo em geral. Parecia ser "uma atividade extenuante e irracional, ligada não à reforma social, mas ao que o rei dos cereais J.H. Kellogg chamou de nova religião 'de ser bom para si mesmo'" , isto é, "atividades de lazer recentemente acessíveis, como dirigir um automóvel e ouvir rádio".

## Ásia
Elwood Brown, diretor físico do capítulo de Manila da YMCA, promoveu fortemente o Cristianismo Muscular nas Filipinas e foi cofundador dos Jogos do Campeonato do Extremo Oriente, que ocorreram de 1914 a 1934. O estudioso japonês Ikuo Abe argumentou que a ética desportiva moderna e a cultura desportiva no Japão foram fortemente influenciadas na sua infância por missionários cristãos e professores ocidentais durante os séculos XIX e XX. Segundo Abe, a cultura desportiva do Japão desenvolveu-se como uma hibridização do Cristianismo Muscular e da ética do Bushido. O cristianismo muscular também influenciou a ideologia do "Hinduísmo muscular" e do nacionalismo hindu de Swami Vivekananda, particularmente a sua ênfase na destreza física e na masculinidade.

## África
Segundo Peter Alegi, o cristianismo muscular chegou a África através das escolas missionárias coloniais no final do século XIX. Os desportos foram incorporados diretamente em muitas escolas missionárias para promover o cristianismo muscular, pois os administradores e missionários acreditavam que desportos como o futebol compartilhavam muitos dos mesmos valores. O efeito que escolas missionárias como o Adams College na África do Sul tiveram foi visto através da demografia dos jogadores de futebol, já que um número significativo de membros dos primeiros clubes desportivos na África do Sul eram africanos cristãos.
O cristianismo muscular tornou-se amplamente conhecido em toda a África devido à colonização. Os homens deveriam ser os chefes das suas famílias e acreditava-se que esta estrutura estava-se  a deteriorar. Foi o estabelecimento de escolas de estilo ocidental em todo o continente que deu origem ao cristianismo muscular, juntamente com a introdução de equipas de futebol europeias. Acreditava-se que o futebol ensinava aos rapazes a autocontenção, a justiça, a honra e o sucesso. Era também para desenvolvê-los em cidadãos disciplinados, saudáveis e morais. O propósito por trás destes clubes de futebol não era apenas trazer características idealizadas aos jovens, mas transformá-los em soldados fortes e defensores do mundo ocidental.
O Adams College, conhecido como Instituto de Treinamento Amanzimtoti antes de 1914, foi uma das primeiras e maiores escolas missionárias do sul e centro da África. Esta escola foi importante devido à sua equipa de futebol, a Shooting Stars. Esta equipa teve sucesso ao competir contra outras equipas da região. Outras escolas missionárias eram mais conhecidas pelo seu sucesso em outros desportos, como o críquete ou o râguebi.

## Impacto
Segundo Nicholas Watson, a ideologia do Cristianismo Muscular contribuiu para o desenvolvimento dos Jogos Olímpicos. Pierre de Coubertin, o fundador das Olimpíadas modernas, foi muito influenciado pelo Cristianismo Muscular, e esta foi uma das suas principais inspirações juntamente com os Jogos Olímpicos Antigos da Grécia.
No século XXI, houve um ressurgimento da popularidade do Cristianismo Muscular, impulsionado pelo número desproporcionalmente alto de homens que se tornaram ateus ou agnósticos e por uma percebida "crise de masculinidade". Nos Estados Unidos, o Cristianismo Muscular é melhor representado por atletas como Tim Tebow, Manny Pacquiao, Josh Hamilton, Christian McCaffrey, Jeremy Lin e Ilia Topuria. Estes atletas falam e escrevem frequentemente sobre a sua fé e compartilham as suas crenças com os seus fãs.
Novos pastores calvinistas, como John Piper, têm pressionado por uma ênfase no cristianismo masculino e no conceito de Cristo. Piper afirmou que, "Deus revelou-se na Bíblia de forma penetrante como rei, não rainha; pai, não mãe. A segunda pessoa da Trindade é revelada como o Filho eterno, não filha; o Pai e o Filho criam o homem e a mulher à Sua imagem e dão-lhes o nome de homem, o nome do macho." Por isso, Piper afirmou ainda que "Deus deu ao cristianismo um toque masculino."
Michael Kimmel argumenta no seu livro Manhood in America, que a Universidade de Notre Dame exibe o Cristianismo Muscular porque a escola pratica o Catolicismo. Acredita-se que os atletas masculinos das equipas universitárias praticam os seis critérios de Thomas Hughes para o Cristianismo Muscular. A equipa de futebol de Notre Dame, por exemplo, é formada por homens católicos que acreditam que os seus corpos são um presente de Deus. Portanto, eles treinam os seus corpos em nome de Deus.